# Mihail Gavrilovics Atamanov
Mihail Gavrilovics Atamanov (Sztaraja Igra, 1945. szeptember 19. –) udmurt filológus, orosz ortodox pap, bibliafordító, az udmurt névtan kutatója. Az Udmurt Állami Egyetemen egyetemi tanár, az uráli népek történelmével és kultúrájával foglalkozó intézet vezetője. Tagja az Orosz Írók Uniójának.